# Dichondreae
Dichondreae es una tribu de plantas de flores de la familia de las convolvuláceas que tiene los siguientes géneros.

## Géneros
- Calycobolus, Dichondra, Dipteropeltis, Falkia, Metaporana, Petrogenia, Porana, Rapona